# Kraljevica
Kraljevica (italienska: Porto Re, latin: Portus regius) är en stad och turistort vid Kvarnerviken i norra Kroatien. Staden har 4 618 invånare (2011) och ligger i Primorje-Gorski kotars län. Vid staden finns Krk-bron som förbinder det kroatiska fastlandet med ön Krk.

## Historia
Kraljevica grundades under slutet av 1400-talet även om området redan långt tidigare beboddes av liburnerna, en illyrisk folkstam. Under 1500-talet uppförde den kroatiska adelsfamiljen Zrinski en borg i vad som idag är den gamla delen av staden. Runt borgen växte det upp en by som befolkades av familjer från fästningen Hreljin i närheten av dagens Kraljevica. 1650 lät den kroatiska adelsfamiljen Frankopan uppföra en borg i renässansstil som under 1700-talet byggdes om till ett slott. 1728 lät den österrikiska kejsaren Karl VI anlägga en hamn där vägen från Karlovac nådde Adriatiska havet.

### Fotnoter
1. 1 2  ”Census of Population, Households and Dwellings 2011, First Results by Settlements” (på engelska och kroatiska) ( PDF). Kroatiska statistiska centralbyrån. Arkiverad från originalet den 19 augusti 2014. https://web.archive.org/web/20140819030849/http://www.dzs.hr/Hrv_Eng/publication/2011/SI-1441.pdf. Läst 2 februari 2014.
2. ↑  Kraljevicas officiella webbplats Arkiverad 16 februari 2014 hämtat från the Wayback Machine. (kroatiska)
3. ↑  Kraljevicas officiella webbplats Arkiverad 15 april 2010 hämtat från the Wayback Machine. (kroatiska)